# Siegfried Mazagg

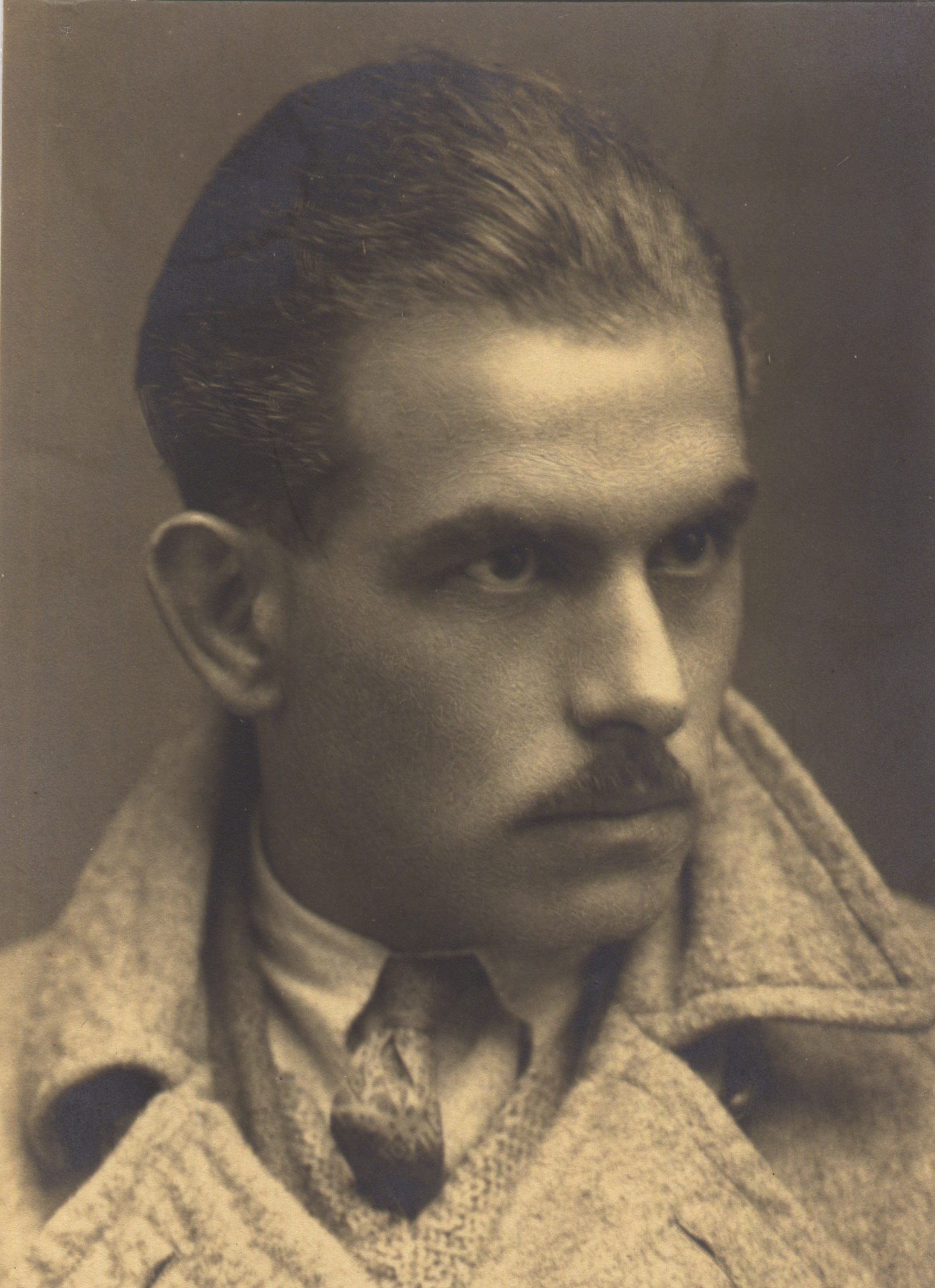
Siegfried Mazagg, um 1930

Siegfried Mazagg (* 12. Februar 1902 in Pfalzen; † 13. Juni 1932 in Innsbruck) war ein Tiroler Architekt, Zeichner und Karikaturist.

## Überblick
Der Zeitgenosse von Clemens Holzmeister, Lois Welzenbacher und Franz Baumann plante Einfamilienhäuser, befasste sich mit dem Thema der „Wohnung für das Existenzminimum“, realisierte öffentliche Gebäude und schuf Schlüsselwerke auf dem Gebiet des Tourismusbaus. In diesem Bereich verwirklichte er Projekte, die die Durchdringung von Architektur und alpiner Landschaft zeigen.

## Leben

Siegfried Mazagg, Karikatur „Architektenhonorare“

Mazagg wurde 1902 in Pfalzen in Südtirol geboren, seine Familie lebte aber spätestens ab dem Ende des Ersten Weltkriegs in Innsbruck, wo er die Staatsgewerbeschule, Abteilung Baufach, besuchte. An dieser Ausbildungsstätte waren für kurze Zeit Clemens Holzmeister (1886–1983) und Lois Welzenbacher (1889–1955) seine Lehrer. Nach seiner Schulzeit am Beginn der 1920er-Jahre unternahm Mazagg den Versuch, als bildender Künstler Fuß zu fassen, scheiterte jedoch in den Augen der damaligen Kritik.  Er begann dann als junger Architekt und setzte sich in Wettbewerbsverfahren gegen prominenten Mitbewerber wie seine ehemaligen Lehrer Clemens Holzmeister und Lois Welzenbacher sowie seinen Freund Franz Baumann durch. Erste Bekanntheit errang er bei einem informellen Verfahren für die Gestaltung der Hochbauten des Achenseekraftwerks in Jenbach (1926, noch als Mitarbeiter der Baufirma Innerebner & Mayer) und eines später nicht verwirklichten Projekts für ein Berghotel auf der Seegrube (1927).
Bald nach dem zweiten Wettbewerbserfolg machte sich Mazagg selbständig und bearbeitete manche seiner Projekte in Zusammenarbeit mit dem kaum dokumentierten Architekten Franz Übelbacher – der wie Mazagg begeisterte Alpinist und daher Mitglied im Alpinen Klub Karwendler war. Als freischaffender Architekt gelangte Mazagg schließlich rasch zum Ruf, eines der hoffnungsreichsten Talente in der Österreichischen Architekturszene zu sein. Vor allem im Bereich des Tourismusbaues schuf er ein reichhaltiges Œuvre:  Zu seinen wichtigsten Bauten zählen
- der Umbau des Hotels Alpenhof in Pertisau am Achensee (1929)
- das Hotel Berghof in Seefeld in Tirol (1929/1930)
- der Wiederaufbau des Hotels Mariabrunn in Innsbruck nach einem Brand (1931/1932) und
- die Pension Bergheim in Berwang inkl. Innenraumgestaltung und Möblierung mit konzeptioneller Integration von bäuerlichen und städtischen Wohnformen (1932)[2] und der gelungenen Renovierung und Umnutzung seit 2015[3].

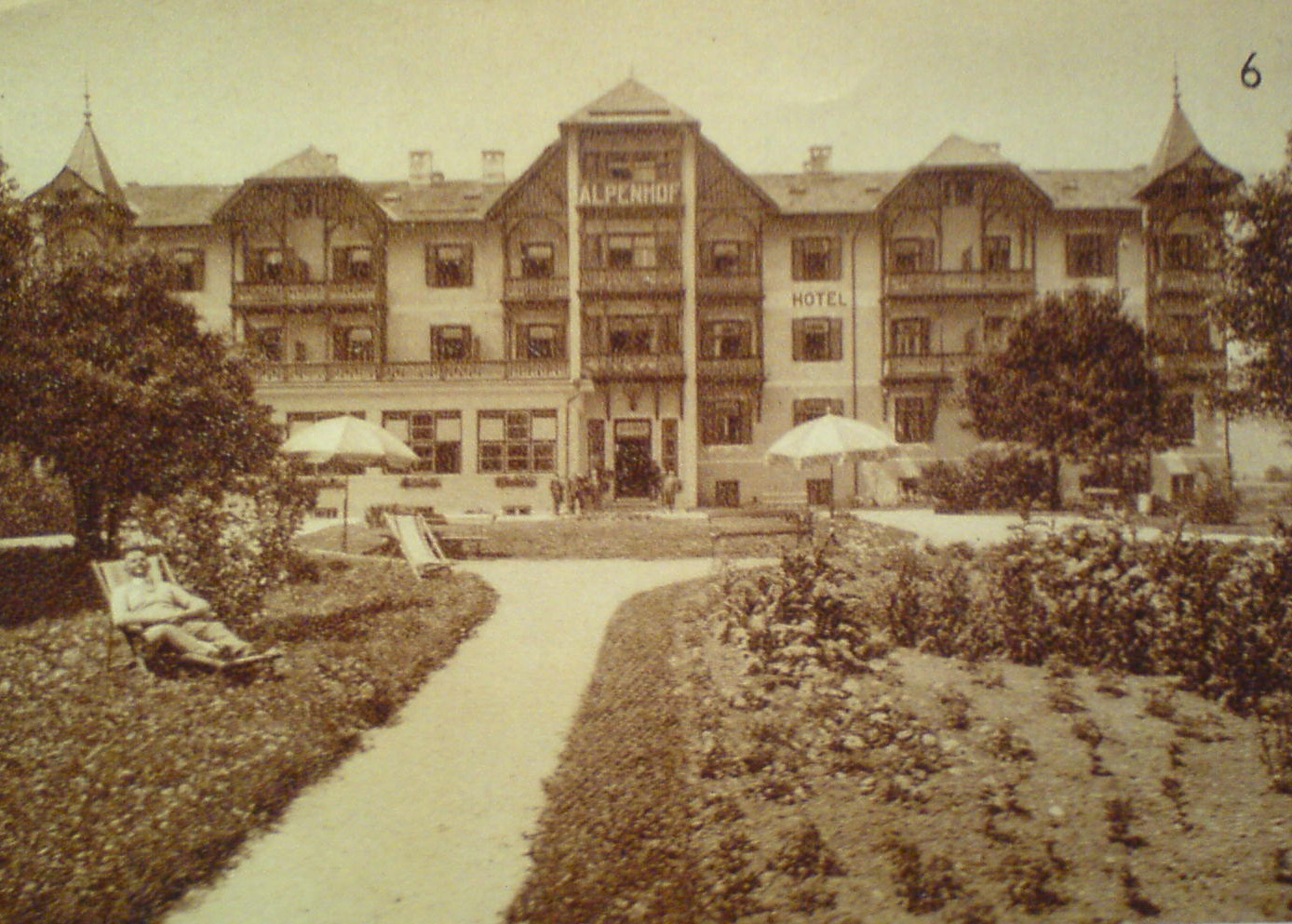
Hotel Alpenhof Pertisau, historisches Foto
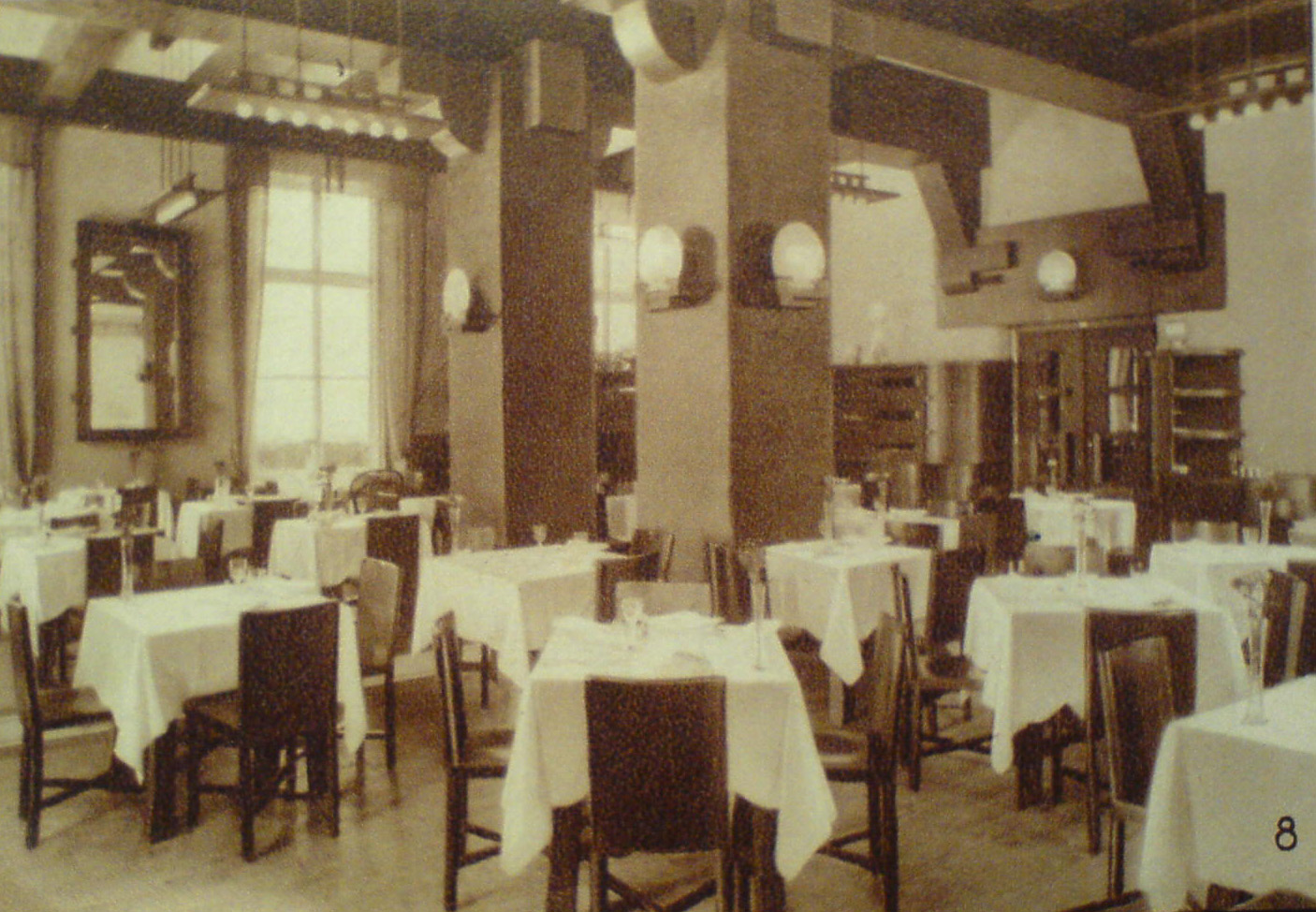
Hotel Alpenhof Pertisau, Speisesaal, historisches Foto
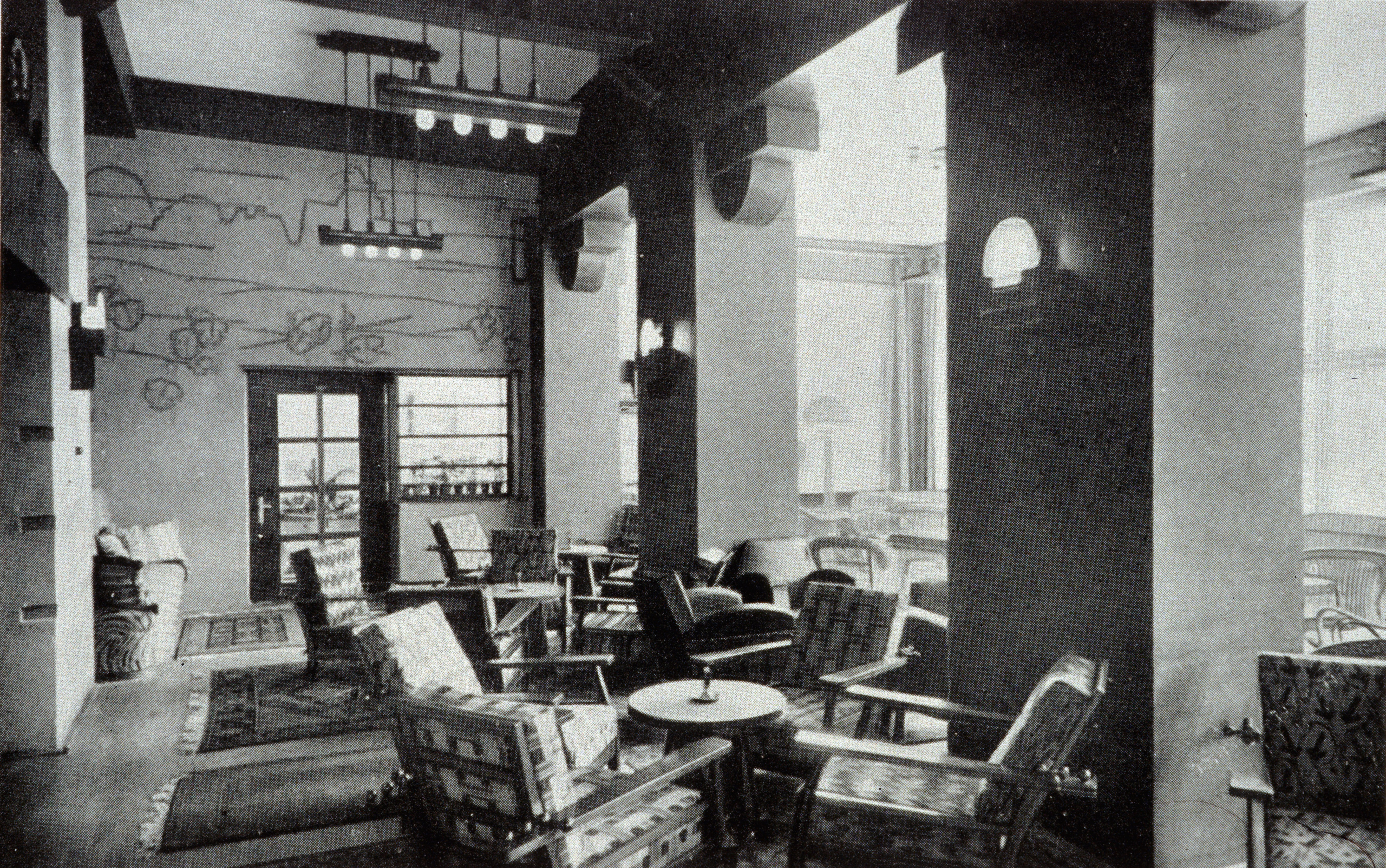
Hotel Alpenhof Pertisau, Halle, historisches Foto
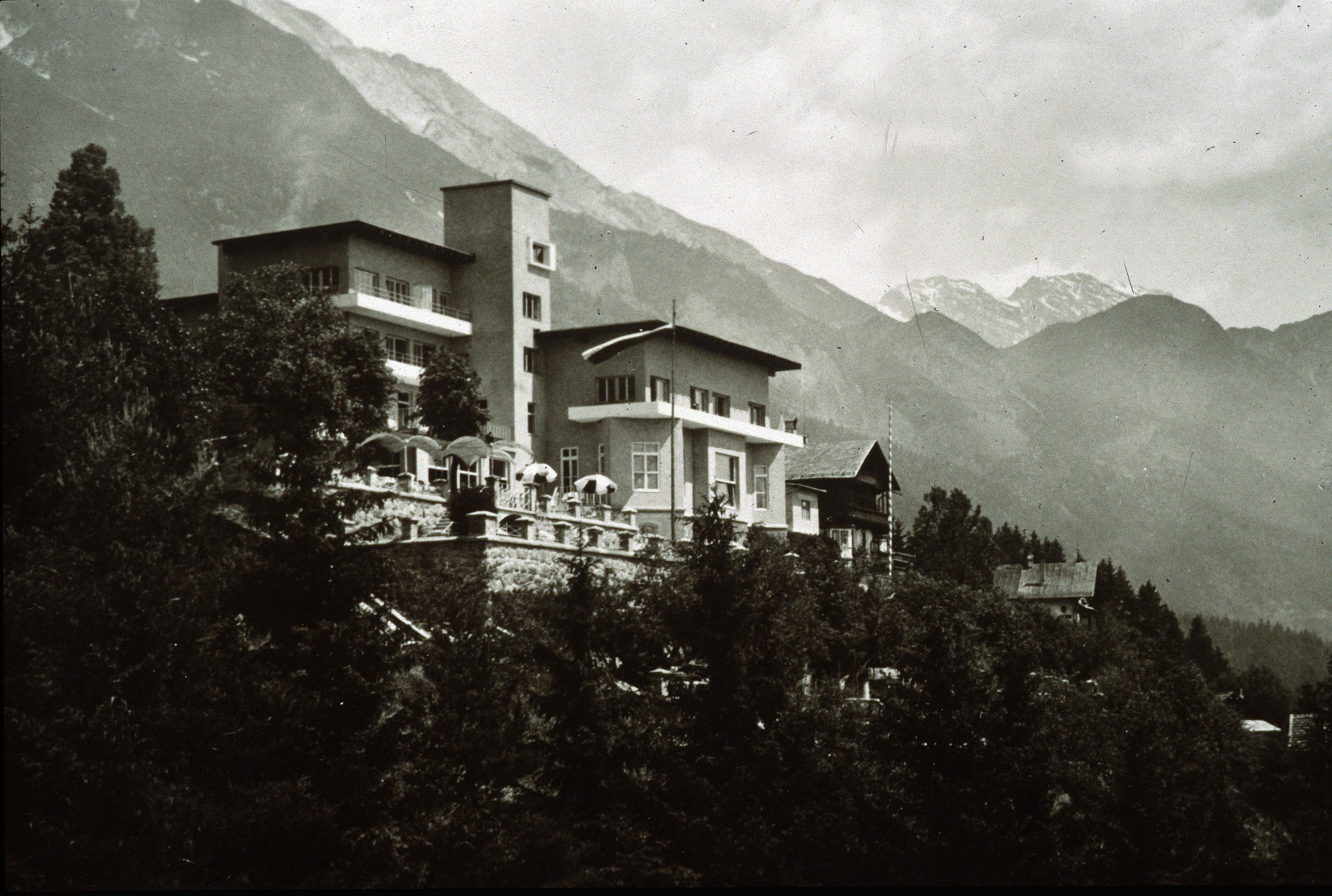
Hotel Mariabrunn, Innsbruck, um 1950
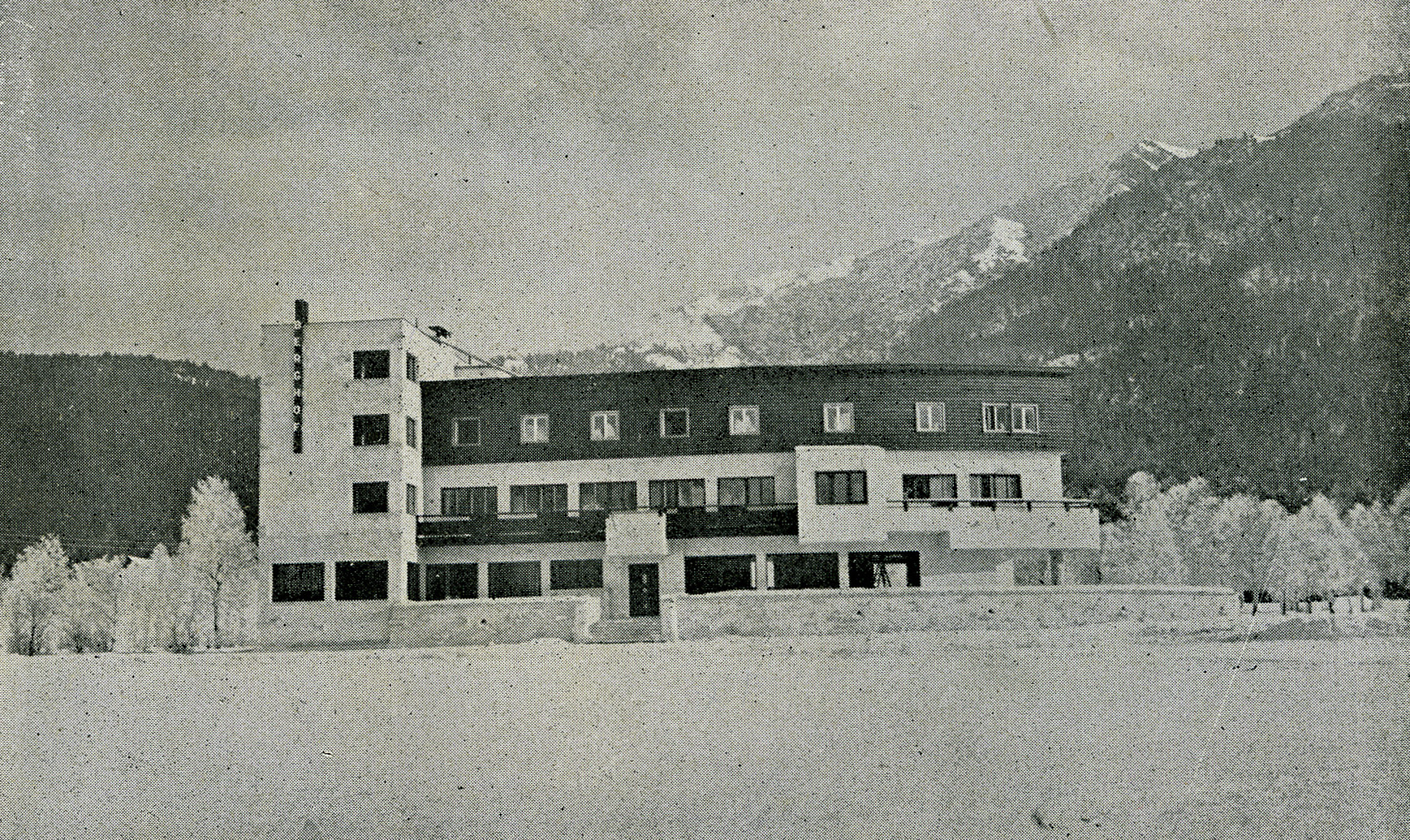
Hotel Berghof, Seefeld in Tirol (Winteraufnahme), um 1930
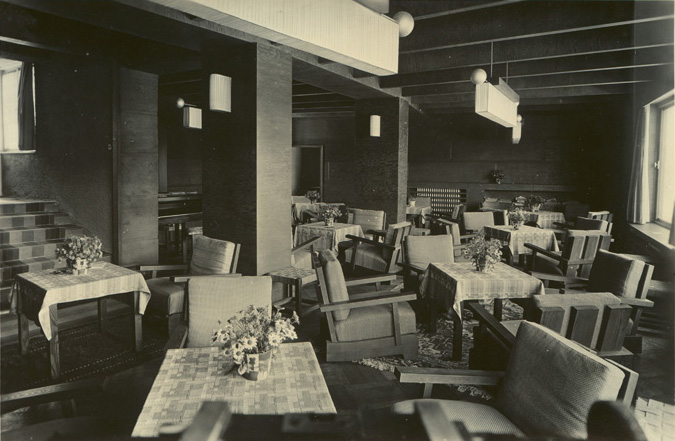
Hotel Berghof, Seefeld in Tirol, Halle, historisches Foto
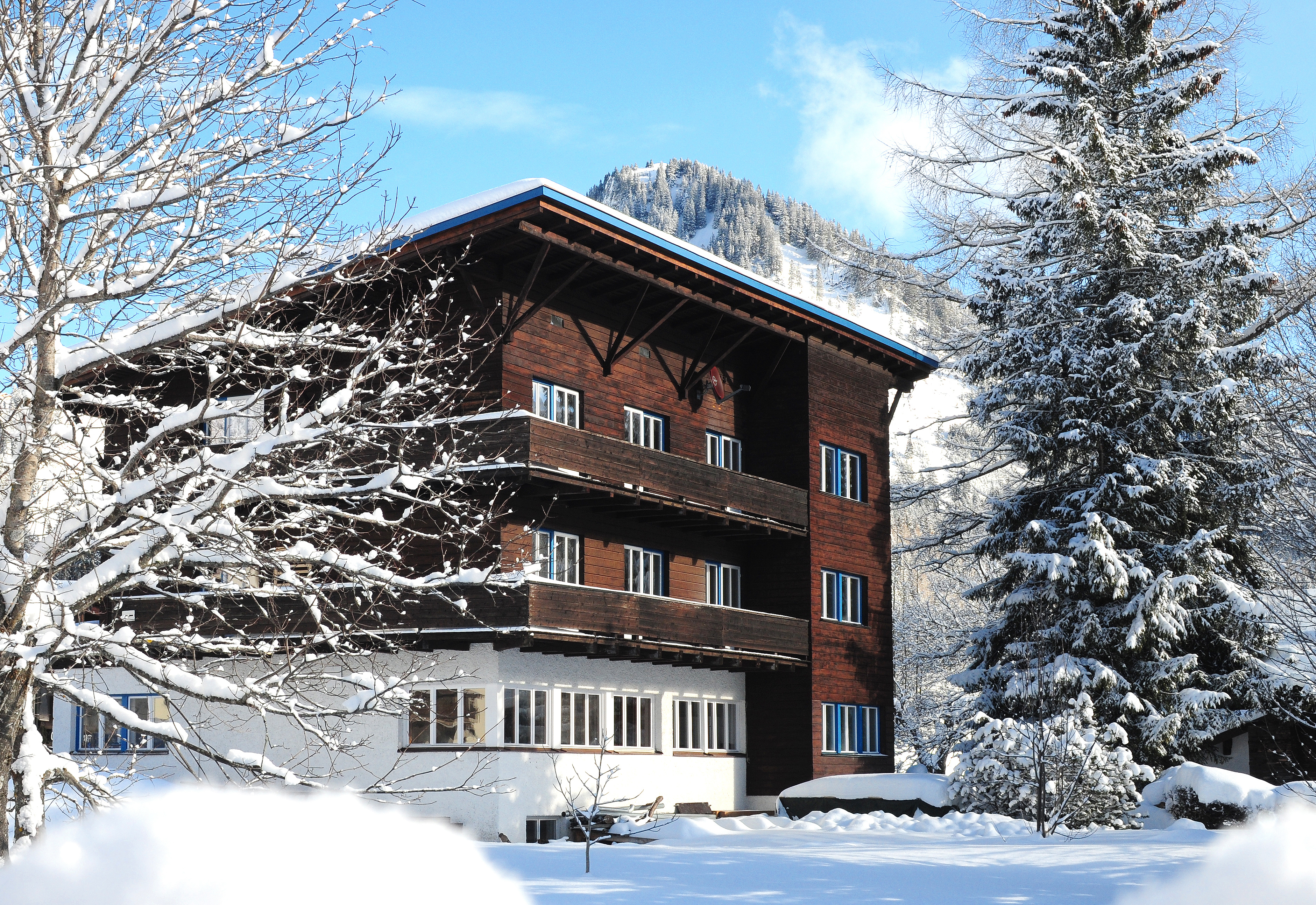
Pension Bergheim in Berwang, 2015
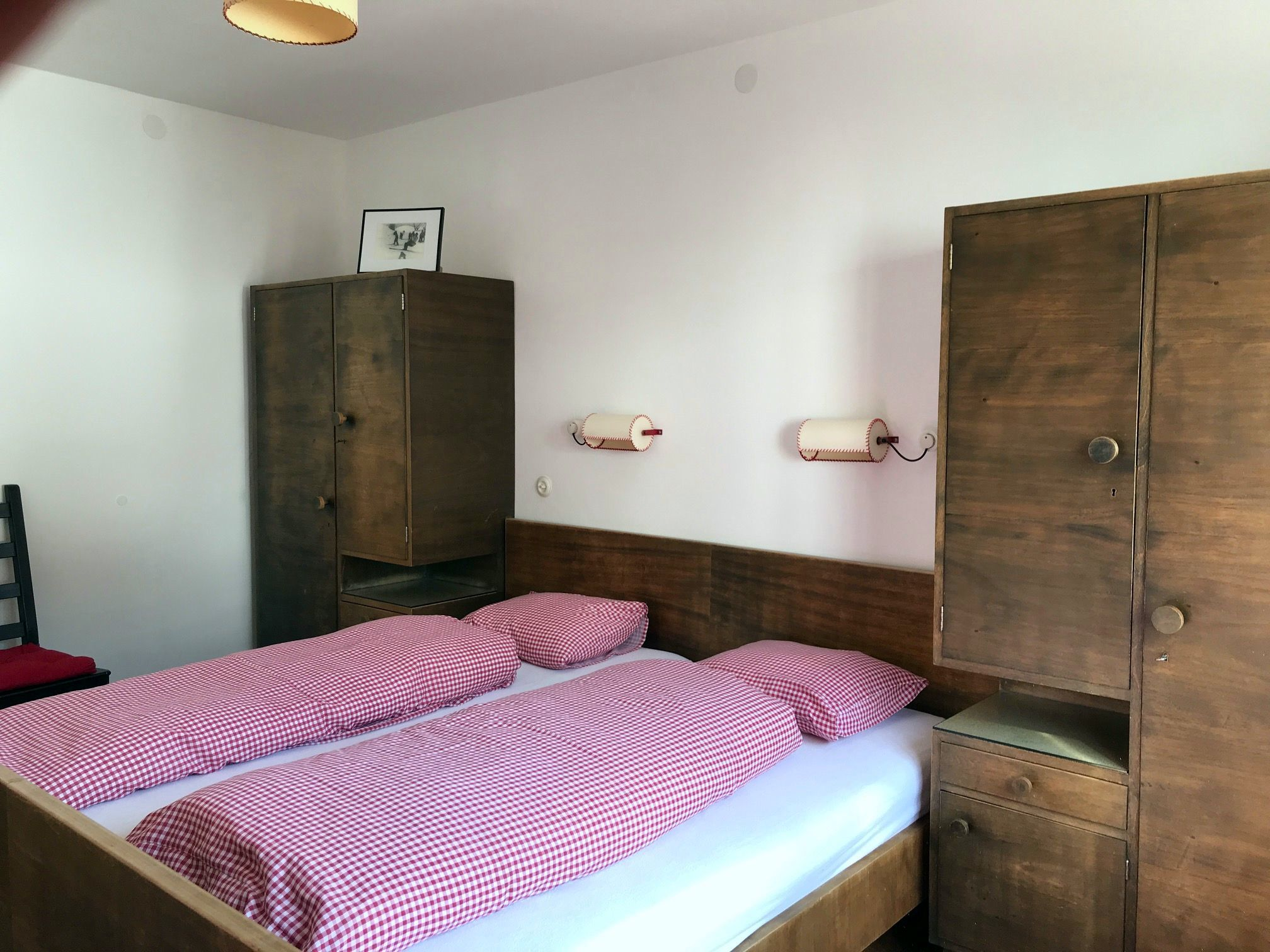
Pension Bergheim, Berwang, erhaltene Originalmöblierung von 1932 (2019)

In Verbindung mit diesen Aufträgen realisierte er auch umfassende Konzepte für die Einrichtung von Hotelhallen, Speisesälen, Bars etc., die in Bezug auf ihre Gesamtheitlichkeit bemerkenswert sind.

## Würdigung
In seinem Schaffen orientierte sich Mazagg sowohl am österreichischen Heimatschutz als auch an den neu aufkommenden Strömungen der 1920er-Jahre. Ohne „baukulturelle Bedenken“ (Friedrich Achleitner) gelang es ihm, die in ästhetischen Fragen reaktionären Forderungen des Heimatschutzes mit der neuen Formensprache der klassischen Moderne zu verbinden. Seine konservative Grundhaltung schränkte seine Interpretationslust nicht ein und er dürfte im Unterschied zu vielen anderen Architekten in der Region vor allem über die Entwicklungen am Bauhaus gut informiert gewesen sein. Beispielsweise konzipierte er Stahlrohrmöbel für Hotelinterieurs und Privatwohnungen schon zu einem so frühen Zeitpunkt, dass man davon ausgehen muss, dass er mit seinen Entwürfen ein Qualitätsniveau erreichen wollte, das internationale Vergleiche nicht zu scheuen braucht. Andere Architekturdetails wie Türen waren von De Stijl inspiriert.  
Mit erst 30 Jahren starb Mazagg bei einem Autounfall in Innsbruck.

## Werkverzeichnis (Auswahl)
Ein komplettes Verzeichnis findet sich in Schlorhaufer, Bettina, Joachim Moroder: Siegfried Mazagg – Interpret der frühen Moderne in Tirol:
- 1924–1926	Haus Walter, Sonnenstraße 1, A-6020 Innsbruck. Haus Walter, Sonnenstraße, Innsbruck

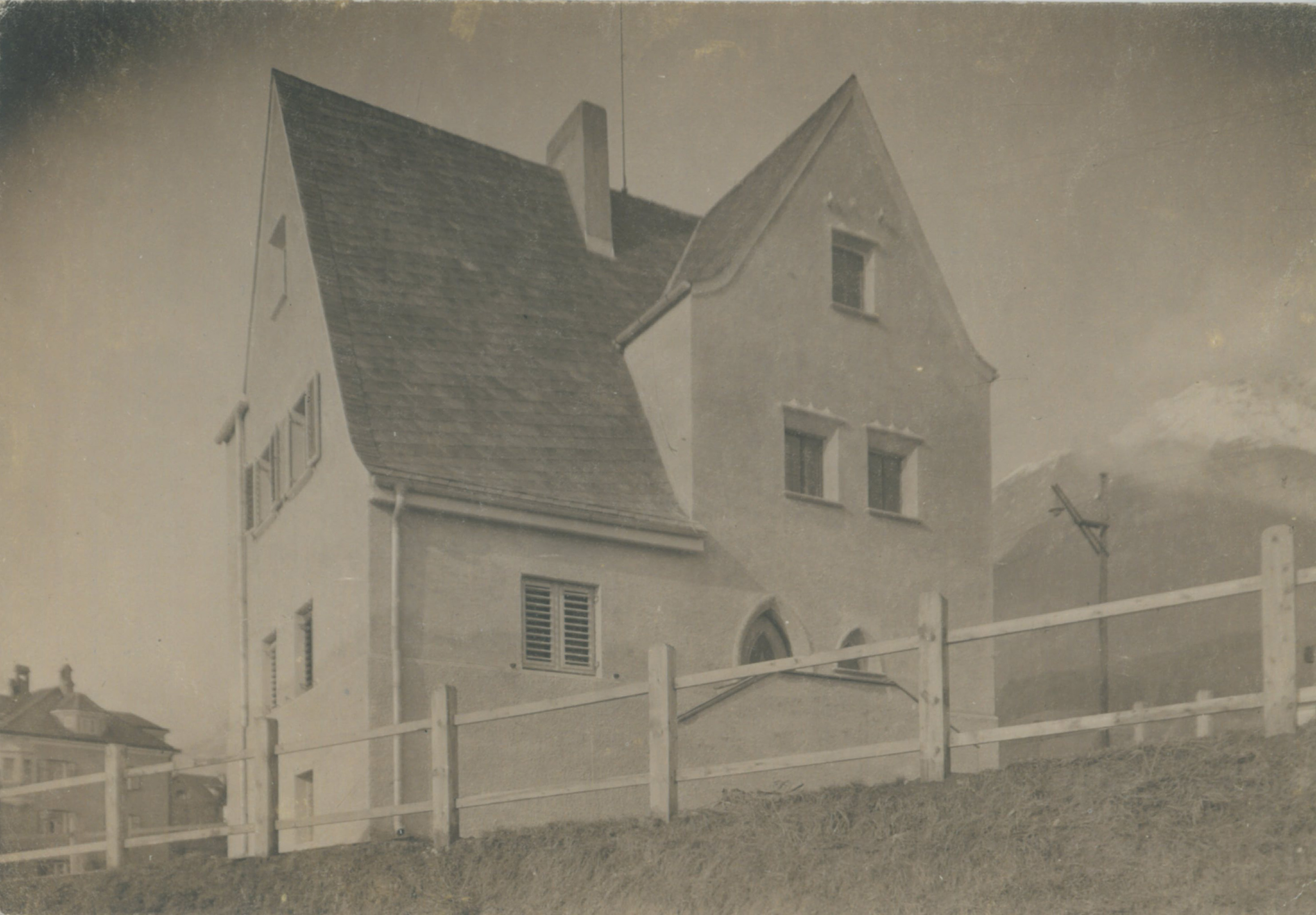
Haus Walter, Sonnenstraße, Innsbruck

- 1924–1927	Achenseekraftwerk (Krafthaus, Montagehalle, Schalthaus und Freiluftanlage), Tiwagstraße 18, A-6200 Jenbach.
- 1927		Seilbahnstationen für die Innsbrucker Nordkettenbahn (Projekt), Höhenstraße 145, A-6020 Innsbruck.[5]
- 1927		Hotel Seegrube (Wettbewerbsprojekt, in Zusammenarbeit mit Sepp Koller, 1. Preis), Seegrube, A-6020 Innsbruck.[6]
- 1927		Haus Otto Moroder (in Zusammenarbeit mit Franz Übelbacher), Brandbergstraße 357, A-6290 Mayrhofen.
- 1927/1929	Landhaus und Sommerhäuschen Dr. med. Lambert und Dr. med. Erich Raitmayr (in Zusammenarbeit mit Franz Übelbacher), Scheulingstraße 384, A-6290 Mayrhofen.
- 1928		Waldcafé (in Zusammenarbeit mit Franz Übelbacher), Peter Habeler Straße 556, A-6290 Mayrhofen.
- 1928		Haus Skardarasy, Bienerstraße 3a, A-6020 Innsbruck.
- 1928 		Postamt Mayrhofen (Wettbewerbsprojekt in Zusammenarbeit mit Franz Übelbacher, 1. Preis), Hauptstraße 409, A-6290 Mayrhofen.
- 1928		Hauptschule Hötting (Wettbewerbsprojekt, 2. Preis), Fürstenweg 13, A-6020 Innsbruck.
- 1928/1929		Strandbad Pertisau der TIWAG (abgerissen), Pertisau, A-6213 Eben am Achensee.
- 1929		Haus Anna Gredler (Einfamilienhaus mit Frühstückspension, in Zusammenarbeit mit Franz Übelbacher), Brandbergstraße 358, A-6290 Mayrhofen.
- 1929		Haus Oberjäger Heinrich Huber („Jägervilla“, in Zusammenarbeit mit Franz Übelbacher), Waldbadstraße 545 (auf den Plänen noch als projektierte Straße eingezeichnet), A-6290 Mayrhofen.
- 1929		Tiroler Wirtshaus Auracher Löchl, Raumgestaltung für eine Weinstube im Kellergeschoss (Projekt), Römerhofgasse 3–5, A-6330 Kufstein.
- 1929	Zweifamilien-Wohnhaus Hofer, Petzoldstraße 1, A-6020 Innsbruck.
- 1929		Zweifamilien-Wohnhaus A. Karg (Projekt, geplant für die „Amraser Siedlung“), A-6020 Innsbruck.
- 1929/1930	Hotel Berghof, Milserstraße 201, A-6100 Seefeld in Tirol.
- 1929/1930	Wohnung Direktor Ing. Karl Pinter, Roseggerstraße, A-6020 Innsbruck.
- 1930		Sportcafé A. Ditter (Projekt), Innsbruckerstraße 12, A-6100 Seefeld in Tirol.
- 1930		Zweifamilien-Wohnhaus Ernst Mumelter (Projekt), Botanikerstraße 12 (bei Mazagg Sternwartestraße), A-6020 Innsbruck.
- 1930		Dreifamilien-Wohnhaus Emil Müller (Projekt), Koflerstraße 2, A-6020 Innsbruck.
- 1930		Dreifamilien-Wohnhaus R. Guth, Bruder-Willram-Straße 1, A-6020 Innsbruck.
- 1930		Pension Hermann Huber (Projekt), Pertisau, A-6213 Eben am Achensee.
- 1930			Heilbad Josef Rindfleisch (vollständig überbaut), Heilbadstraße 104, A-6100 Seefeld in Tirol.
- 1930	Haus („Wohnhaus“) Josef Klingler (Projekt), Maurach, A-6212 Eben am Achensee.
- 1930		Umbau Haus Maria Nairz (abgerissen), Münchnerstraße 76, A-6100 Seefeld in Tirol.
- 1930		Kiosk der Innsbrucker Nordkettenbahn (Projekt), Hafelekar-Spitze, A-6020 Innsbruck.
- 1930	Beamtenwohnhaus auf der Hungerburg (Projekt), nahe der Talstation der Innsbrucker Nordkettenbahn, A-6020 Innsbruck.
- 1930		Landhaus Sonja Korff (Projekt), Geigenbühel, A-6100 Seefeld in Tirol.
- 1930		Zweifamilien-Wohnhaus (Projekt), A-6100 Seefeld in Tirol.
- 1930?		Badeanlage Natterer See (Projekt), Edenhausen, A-6161 Natters.
- 1930/1931 		Haus Virgil Rainer (Projekt), A-6020 Innsbruck-Arzl.
- 1930/1931	Frühstückspension Haus Köbe (Projekt), A-6100 Seefeld in Tirol.
- 1931	Gemeindehaus Seefeld (Rathaus, Verkehrsamt, Gendarmerie und Postamt, Projekt), Klosterstraße 43, A-6100 Seefeld in Tirol.
- 1931	Skihütte am Navisjoch im Voldertal (Projekt), A-6111 Volders.
- 1931	Pension (Projekt), A-6281 Gerlos.
- 1931	Weinstube und Schankstube im Saggen (Projekt?), A-6020 Innsbruck.
- 1931	Wohnung Dr. M. Stichlberger (Projekt), A-6020 Innsbruck.
- 1931		Haus Hämmerle (Projekt), (Höhenstraße?) Hungerburg, A-6020 Innsbruck.
- 1931		Dreifamilien-Wohnhaus Karl Pirktl (im Zweiten Weltkrieg fast zur Gänze zerstört), Kranewitterstraße 26, A-6020 Innsbruck.
- 1931		Pension (Projekt), A-6100 Seefeld in Tirol.
- 1931		Pension Frau Dr. Wangemann (Projekt), A-6100 Seefeld in Tirol.
- 1931		Siedlung „Alba 2“ (Projekt), Höttinger Au, A-6020 Innsbruck.
- 1931		Haus Steffan, Wechselstube mit Tankstelle und Wohnmöglichkeit (Projekt), Innsbruckerstraße 48, A-6108 Scharnitz.
- 1931		Haus Frau Dr. Langhoff (Projekt), Hungerburg, A-6020 Innsbruck.
- 1931/1932	Wiederaufbau Hotel Mariabrunn, Höhenstraße 120, A-6020 Innsbruck.
- 1932		Haus Dr. Schönherr, Brixnerstraße 9, A-6330 Kufstein.
- 1932		Pension Lantschner (Projekt), A-6100 Seefeld in Tirol.
- 1932		Landhaus Karl Jenewein (1996 abgerissen), Geigenbühelstraße 217, A-6100 Seefeld in Tirol.
- 1932		Pension Bergheim, Haus Nr. 4, A-6622 Berwang.
- 1932		Café Hermann Lockner (Projekt), A-6622 Berwang.